# Langya (köpinghuvudort i Kina, Zhejiang Sheng, lat 29,01, long 119,50)
Langya (kinesiska: 琅琊镇, 琅琊徐) är en köpinghuvudort i Kina. Den ligger i provinsen Zhejiang, i den östra delen av landet, omkring 150 kilometer sydväst om provinshuvudstaden Hangzhou. Antalet invånare är 14 633. Befolkningen består av 7 198 kvinnor och 7 435 män. Barn under 15 år utgör 13,0 %, vuxna 15-64 år 73 %, och äldre över 65 år 12,0 %.
Runt Langya är det ganska tätbefolkat, med 149 invånare per kvadratkilometer. Närmaste större samhälle är Bailongqiao, 9,3 km nordost om Langya. I omgivningarna runt Langya växer i huvudsak blandskog.
Genomsnittlig årsnederbörd är 2 256 millimeter. Den regnigaste månaden är juni, med i genomsnitt 468 mm nederbörd, och den torraste är oktober, med 60 mm nederbörd.